# Mètode de l'ànec de goma

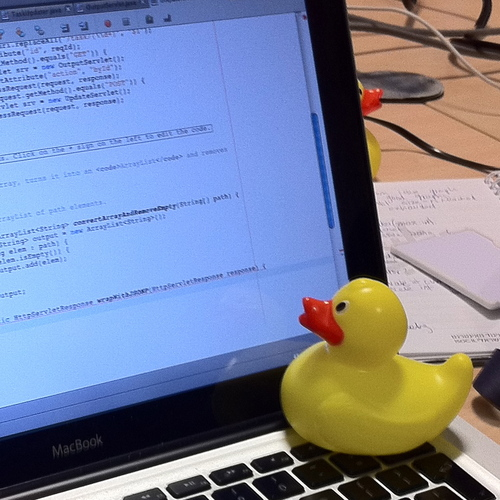
Un ànec de goma en ús per un desenvolupador com a ajut en la revisió de codi

El mètode de l'ànec de goma, en anglés rubber duck debugging, és un terme informal utilitzat dins l'enginyeria de programari per a designar un mètode de depuració de codi. El nom és una referència a una història que apareix en el llibre The Pragmatic Programmer en el qual un programador porta amb si un ànec de goma i depura el seu codi obligant-se a explicar-lo, línia per línia, a l'ànec. Molts altres termes existeixen per aquesta tècnica, sovint implicant diferents objectes inanimats.
Molts programadors han tingut l'experiència d'explicar un problema de programació a algú, possiblement fins i tot a algú que no sap res sobre programació, i arribar durant el procés d'explicar el problema a la solució. Descrivint el que el codi suposadament fa i observant què és el que de fet fa, qualsevol incongruència entre aquests dos esdevé aparent. Utilitzant un objecte inanimat, el programador pot intentar acomplir això sense haver d'implicar una altra persona.